# 1600'erne
Århundreder: 16. århundrede – 17. århundrede – 18. århundrede
Årtier: 1550'erne 1560'erne 1570'erne 1580'erne 1590'erne – 1600'erne – 1610'erne 1620'erne 1630'erne 1640'erne 1650'erne
År: 1600 1601 1602 1603 1604 1605 1606 1607 1608 1609
Begivenheder
Personer